# Horacio García Aguilar
Horacio García Aguilar (Salvatierra, Guanajuato; 19 de junio de 1919 - Ciudad de México, 14 de septiembre de 2002) fue un político e ingeniero agrónomo mexicano, miembro del Partido Revolucionario Institucional. Fue secretario de Agricultura y Recursos Hidráulicos de 1982 a 1984.
Egresó como ingeniero agrónomo de la Universidad Autónoma Chapingo. Inició su carrera política en el Banco Nacional de Crédito Ejidal y en el Banco Nacional de Comercio Exterior, se desempeñó también como subdirector, director, subdirector general y director general de Fideicomisos Instituidos en Relación con la Agricultura (FIRA), organismo dedicado al crédito agrícola del Banco de México, institución de la que también llegó a ser subdirector general de 1981 a 1982.
El 1 de diciembre de 1982 el presidente Miguel de la Madrid lo nombró titular de la Secretaría de Agricultura y Recursos Hidráulicos, cargo en el permaneció hasta el 18 de julio de 1984 en que fue súbitamente removido del cargo por orden de De la Madrid, quien no toleró que García Aguilar hubiera destituido sin su consentimiento dos días antes a Carlos Sierra, oficial mayor de la dependencia.